# Барака, Икбал
Икбал Барака (араб. إقبال بركة‎; род. апрель 1942, Каир) — египетская журналистка, феминистка и писательница. C 1993 года была главным редактором женского журнала Hawaa (араб. حواء‎). Прославилась своей деятельностью по повышению роли женщин в египетском и исламском обществе и считается «одной из самых влиятельных феминисток арабского мира».

## Биография
Барака родилась в 1942 году в египетском городе Каире. Росла в семье среднего класса в районе Эз-Захир. В 1962 году получила степень бакалавра по направлению «английский язык» в Александрийском университете, а затем, в 1979 году, дополнительное высшее образование по направлению «арабская литература» в Каирском университете. Там она изучала роль женщин в Коране и хадисах.
После окончания Александрийского университета Барака работала в сфере связей с общественностью в транснациональной компании Philips. По прошествии времени она уволилась и переехала в Кувейт, где стала работать учительницей английского языка.
Вернувшись в Египет, Барака начала свою карьеру в качестве журналистки на англоязычном радио. Затем она работала редактором в «Sabah El Kheir» (араб. صباح الخير‎), где часто дискутировала с исламскими богословами о правах человека и роли женщин в исламе. В 1993 году была назначена главным редактором женского журнала «Hawaa», где проработала в этой должности на протяжении двух десятилетий.